# 小行星2384
小行星2384（2384 Schulhof）是一颗围绕太阳公转的小行星。1943年3月2日，瑪格麗特·盧吉埃在尼斯发现了此天体。
該小行星以匈牙利天文學家利波特·舒爾霍夫命名。
这颗小行星的绝对星等为205.20113等。